# Еремеево (Великоустюгский район)
Еремеево — деревня в Великоустюгском районе Вологодской области.
Входит в состав Теплогорского сельского поселения, с точки зрения административно-территориального деления — в Теплогорский сельсовет.
Расстояние по автодороге до районного центра Великого Устюга — 62 км, до центра муниципального образования Теплогорья — 8 км. Ближайшие населённые пункты — Лукина Гора, Ольховка, Гольцово.
По переписи 2002 года население — 71 человек (30 мужчин, 41 женщина). Всё население — русские.
Церковь Успения Богоматери в Еремеево — памятник архитектуры.